# Sous-districts du Bhoutan
Un dungkhag  est un sous-district d'un dzongkhag du Bhoutan. 
Les divisions territoriales internes du Bhoutan, y compris les dungkhags et leurs gewogs constitutifs, sont susceptibles d'être modifiées par le gouvernement du Bhoutan par le biais de créations, de transferts et de fusions,. En 2007, le sous district de Lhamoizingkha a par exemple été officiellement transféré du district de Sarpang à celui de  Dagana.
En 2007, il y avait 16 dungkhags parmi neuf des vingt dzongkhags bhoutanais.

## Liste des sous-districts
| Dzongkhag        | Dungkhag,        | Gewog          |
| ---------------- | ---------------- | -------------- |
| Chukha           | Phuentsholing    | Dala           |
| Chukha           | Phuentsholing    | Logchina       |
| Chukha           | Phuentsholing    | Phuentsholing  |
| Dagana           | Lhamoi Zingkha   | Lhamoi Zingkha |
| Dagana           | Lhamoi Zingkha   | Deorali        |
| Dagana           | Lhamoi Zingkha   | Nichula        |
| Pema Gatshel     | Nganglam         | Dechenling     |
| Pema Gatshel     | Nganglam         | Choekhorling   |
| Pema Gatshel     | Nganglam         | Norbugang      |
| Samdrup Jongkhar | Jomotsangkha,    | Lauri          |
| Samdrup Jongkhar | Jomotsangkha,    | Serthi         |
| Samdrup Jongkhar | Samdrup Choling, | Pemathang      |
| Samdrup Jongkhar | Samdrup Choling, | Phuntshothang  |
| Samtse           | Dorokha          | Denchukha      |
| Samtse           | Dorokha          | Dorohka        |
| Samtse           | Dorokha          | Dungtoe        |
| Samtse           | Tashi Choling    | Bara           |
| Samtse           | Tashi Choling    | Tendu          |
| Samtse           | Tashi Choling    | Biru           |
| Samtse           | Tashi Choling    | Lehereni       |
| Samtse           | Tashi Choling    | Sipsu          |
| Sarpang          | Gelephu          | Bhur           |
| Sarpang          | Gelephu          | Gelephu        |
| Sarpang          | Gelephu          | Sherzhong      |
| Sarpang          | Gelephu          | Taklai         |
| Thimphu          | Lingzhi          | Lingzhi        |
| Thimphu          | Lingzhi          | Naro           |
| Thimphu          | Lingzhi          | Soe            |
| Trashigang       | Sakteng          | Merak          |
| Trashigang       | Sakteng          | Sakten         |
| Trashigang       | Thrimshing       | Kangpara       |
| Trashigang       | Thrimshing       | Thrimshing     |
| Trashigang       | Wamrong          | Khaling        |
| Trashigang       | Wamrong          | Lumang         |
| Zhemgang         | Panbang          | Bjoka          |
| Zhemgang         | Panbang          | Goshing        |
| Zhemgang         | Panbang          | Ngangla        |
| Zhemgang         | Panbang          | Phangkhar      |